# Франсиску-Айрис

Франсиску-Айрис на карте штата.

Франсиску-Айрис (порт. Francisco Ayres) — муниципалитет в Бразилии, входит в штат Пиауи. Составная часть мезорегиона Северо-центральная часть штата Пиауи. Входит в экономико-статистический микрорегион Медиу-Парнаиба-Пиауиенси. Население составляет 4477 человек на 2010 год. Занимает площадь 656,475 км². Плотность населения — 6,82 чел./км².

## Демография
Согласно сведениям, собранным в ходе переписи 2010 г. Национальным институтом географии и статистики (IBGE), население муниципалитета составляет:
| Полное население                               | Полное население                               | Полное население                               | Полное население                               | 4477  |
| ---------------------------------------------- | ---------------------------------------------- | ---------------------------------------------- | ---------------------------------------------- | ----- |
| в том числе:                                   | Городское население                            | 2154                                           | Процент городского населения, %                | 48,11 |
|                                                | Сельское население                             | 2323                                           | Процент сельского населения, %                 | 51,89 |
|                                                | Мужское население                              | 2221                                           | Процент мужского населения, %                  | 49,61 |
|                                                | Женское население                              | 2256                                           | Процент женского населения, %                  | 50,39 |
| Плотность населения, чел/км²                   | Плотность населения, чел/км²                   | Плотность населения, чел/км²                   | Плотность населения, чел/км²                   | 6,82  |
| Население муниципалитета в % к населению штата | Население муниципалитета в % к населению штата | Население муниципалитета в % к населению штата | Население муниципалитета в % к населению штата | 0,14  |

По данным оценки 2016 года, население муниципалитета составляет 4333 жителя.

## Статистика
- Валовой внутренний продукт на 2003 год составляет 7 165 357,00 реалов (данные: Бразильский институт географии и статистики).
- Валовой внутренний продукт на душу населения на 2003 год составляет 1347,13 реалов (данные: Бразильский институт географии и статистики).
- Индекс развития человеческого потенциала на 2000 год составляет 0,586 (данные: Программа развития ООН).